# Lipińscy (kaszubska rodzina szlachecka)
Lipiński Lipinski, Lipinsky, Lypinsky – kaszubska rodzina drobnoszlachecka, wywodząca się ze wsi Lipnica.

## Historia
Nazwisko to, przyjęte od wsi, nosiło wiele zapewne niespokrewnionych ze sobą rodzin. W roku 1526 było 13 właścicieli Lipnicy, którzy nosili nazwiska Wnuk, Krzymik alias Pupka, Kraik, Ottha, Pych, Pażątka, Żak, Janta. W roku 1570 pojawiają się nowe nazwiska: Suchy, Klink, Grzegorz, Wyszk. W tym samym roku pojawia się samo Lipiński jako oddzielne nazwisko, we wsi Brzeźno Szlacheckie. Spisy podatkowe z lat 1648 i 1682 wymieniają zbiorczo właścicieli Lipnicy jako Ichmć Panowie dziedzice Lipieniccy. Nazwisko Lipiński pojawia się u kilku właścicieli wsi w spisie z 1662. W roku 1682 wymienia się podwójne nazwisko Pasątka Lipiński, oraz samodzielnie Lipiński. Z roku 1696 pochodzi wzmianka zarówno o Pażątkach Lipińskich, jak i Lipińskich. Rodzina nie pełniła żadnych poważniejszych urzędów, ale wysyłała posłów na elekcje w latach 1733 i 1764. Największe godności uzyskał Jakub Szur Lipiński (ok. 1730-1797), pisarz grodzki pomorski, marszałek sejmiku powiatu człuchowskiego, konfederat barski. Jego brat Antoni Marcin (zm. 1774) był kanonikiem kujawskim, dziekanem lęborskim i oficjałem pomorskim. Jeden z jego pięciu synów natomiast, Onufry (1762- po 1807), początkowo oficer pruski, organizował pospolite ruszenie po zajęciu Prus przez wojska napoleońskie. Lipińscy posiadali dobra na całym Pomorzu i Kaszubach, także w Królestwie Polskim i za granicą. Obecnie w Polsce nazwisko to nosi około 20 tysięcy mieszkańców, z czego 3 tysiące na Pomorzu.

## Herby
Lipińscy należeli do różnych gałęzi i rodów, używali zatem wielu herbów.
1. Herbem Lipiński posługiwał się w 1787 należący do nieznanej gałęzi rodu Lengfeld Johann Ludwig von Lipiński,
2. Lipińscy z przydomkiem Pażątka znani są z herbem Pażątka, Lipiński II (vel Pażątka II) i Pażątka III. Przydomek tej rodziny zapisywano w wielu różnych postaciach: Parzątka, Pazątka, Parzutka, Pazionka, Pazonka, Pazotka, Pażenta, Pażontka. Obecnie podwójne nazwisko Pażątka-Lipiński używa około 100 rodzin w Polsce,
3. Lipińscy z przydomkiem Janta (Janth, Jąnt) uważani są za gałąź rodziny Janta herbu Gwiazda i takie też herb powinno im się przypisywać. Jednakże w jednej gałęzi używali oni innego herbu, Lipiński IIa,
4. Kospot-Lipińscy mają być gałęzią rodu Kospotów, powinni zatem używać herbu Kospot,
5. Depka-Lipińscy oraz Paj-Lipińscy mieli używać herbu Trzy Gwiazdy (vel Księżyc),
6. Obracht (Aubracht)-Lipińscy, będący gałęzią rodu Aubrachtów, mieli używać jednej z odmian ich herbu, Prądzyński III (vel Aubracht II),
7. Pupka-Lipińscy powinni używać herbu Pupka,
8. Pych-Lipińskim przypisywano herb Zadora, choć chyba błędnie,
9. Ruman (Ryman, Roman)-Lipińscy używali herbu Leliwa albo Lipiński VI,
10. Szur-Lipińscy używali herbu Lipiński III (vel Namiot odmienny), chociaż jeden członek rodu odcisnął na przełomie XVIII-XIX wieku pieczęć z innym herbem, Lipiński IV,
11. Wnuk-Lipińscy użwali herbu Wnuk,
12. Janicz-Lipińscy, mimo że ich pokrewiństwo z rodziną Janicz jest niepewne, używali herbu Janicz (vel Ryś odmienny),
13. Herby Lipińskich z innymi przydomkami: Babka, Bastian, Borosz, Chełm, Jadamowicz (Adamowicz), Jark, Jeż, Karkoszka, Klimek, Kojtała, Kokoszka, Kraik (Krayk), Krzymik, Mrozik, Suchy, Zan, nie są znane heraldykom.